# Raffaele Russo
Raffaele Russo (Capua, Caserta, Italia, 25 de febrero de 1999) es un futbolista italiano. Juega de delantero y su equipo actual es el U. S. Avellino de la Serie B de Italia.

## Trayectoria
Se formó en algunos equipos de la provincia casertana (Real Vitulazio, Capua y Boys Caserta). En 2010 pasó a la cantera del Napoli. Con el equipo "Primavera" del club napolitano compitió en los torneos juveniles italianos y en la Liga Juvenil de la UEFA, en las temporadas 2016-17 (6 partidos y un gol) y 2017-18 (4 partidos y un gol).
En julio de 2017 fue cedido al Albissola de la Serie C (tercera división), totalizando 21 presencias y 2 goles (más tres partidos jugados en Copa Italia de Serie C). El año siguiente renovó el contrato con el Napoli y, en agosto, pasó a préstamo a otro equipo de la Serie C, el Pro Vercelli. En el equipo piamontés jugó sólo 10 partidos sin marcar goles, así que en enero de 2020 fue cedido al Rieti, equipo que también militaba en Serie C. En octubre de 2020, el Napoli lo cedió al Grosseto de la Serie C.

## Clubes
| Club                             | País   | Año           |
| -------------------------------- | ------ | ------------- |
| Albissola 2010 (cedido)          | Italia | 2018-2019     |
| F. C. Pro Vercelli 1892 (cedido) | Italia | 2019-2020     |
| F. C. Rieti (cedido)             | Italia | 2020          |
| U. S. Grosseto 1912 (cedido)     | Italia | 2020-2021     |
| A. C. R. Messina                 | Italia | 2021-2022     |
| U. S. Avellino 1912              | Italia | 2022-presente |